# هفت‌چشمه (شبستر)
هفت‌چشمه یک روستا در ایران است که در شهرستان شبستر استان آذربایجان شرقی واقع شده‌است. هفت‌چشمه ۶۲۴ نفر جمعیت دارد.

## جمعیت
این روستا در بخش تسوج قرار دارد و براساس سرشماری مرکز آمار ایران
طبق آخرین ‌سرشماری سال ۱۳۹۲ جمعیت روستای هفت چشمه ۶۲۴ نفر و حدود ۱۶۰ خانوار میباشد